# Granulifusus dalli
Granulifusus dalli is een slakkensoort uit de familie van de Fasciolariidae. De wetenschappelijke naam van de soort is voor het eerst geldig gepubliceerd in 1882 door Watson.